# Locust Abortion Technician
Albums de Butthole Surfers
Blind Eye Sees All
(1986) Hairway to Steven
(1988)
Locust Abortion Technician est un album de Butthole Surfers, sorti en 1987.

## L'album
Défrayant la chronique par le côté pervers de la musique, des paroles et l’obsession affiché pour le pédophile et tueur en série John Wayne Gacy, il est considéré comme l'album le plus heavy et étrange qu'il y ait eu, le groupe montrant sa capacité à produire d'excellents titres punk mais ne le souhaitant pas. Il fait ainsi partie des 1001 Albums You Must Hear Before You Die. La couverture est une peinture de Arthur Sarnoff. Le titre Sweat Loaf a été samplé par Orbital et apparaît dans la chanson la  Deep Kick des Red Hot Chili Peppers dans l'album One Hot Minute.

### Titres
Tous les titres sont crédités au nom du groupe, sauf mention contraire.
| No  | Titre                 | Auteur                                                    | Durée |
| --- | --------------------- | --------------------------------------------------------- | ----- |
| 1.  | Sweat Loaf            |                                                           | 6:09  |
| 2.  | Graveyard             |                                                           | 2:27  |
| 3.  | Pittsburgh to Lebanon |                                                           | 2:29  |
| 4.  | Weber                 |                                                           | 0:35  |
| 5.  | HAY                   |                                                           | 1:50  |
| 6.  | Human Cannonball      |                                                           | 3:51  |
| 7.  | U.S.S.A.              |                                                           | 2:14  |
| 8.  | The O-Men             |                                                           | 3:27  |
| 9.  | Kuntz                 | Kong Katkamhaeng, joué par Phloen Phromdaen (non crédité) | 2:24  |
| 10. | Graveyard             |                                                           | 2:45  |
| 11. | 22 Going on 23        |                                                           | 4:23  |

### Musiciens
- Gibby Haynes : voix
- Paul Leary : guitare
- Jeff Pinkus : basse
- King Coffey : batterie
- Teresa Nervosa : batterie